# دمیرچی‌لر (قزاق ۲)
دمیرچی‌لر (به لاتین: Dəmirçilər) منطقه‌ای مسکونی در جمهوری آذربایجان است که در شهرستان قزاق واقع شده است. این روستا ۱۴۸۹ نفر جمعیت دارد.